# Box-office Italie 1960-1961
Cet article traite du box-office de la saison cinématographique 1960-1961 en Italie.

## Les 20 premiers
Les films sont classés selon les recettes réelles de la Société italienne des auteurs et éditeurs (SIAE, Società Italiana degli Autori ed Editori), fournies par les volumes Platea in piedi exprimées en lires italiennes,,. Lorsque les données SIAE pour le nombre d'entrées ne sont pas disponibles, les recettes réelles ont été divisées par le prix moyen du billet à 162 lires en 1960-61.
Pour certains titres étrangers, les données SIAE ne sont pas disponibles, la position dans le classement est obtenue sur la base des données disponibles auprès du Giornale dello spettacolo,.
| Rang | Titre                          | Pays | Réalisateur                     | Recettes Italie (lires) | Entrées Italie |
| ---- | ------------------------------ | --- | ------------------------------- | ----------------------- | -------------- |
| 1    | Ben-Hur                        | Drapeau des États-Unis                                                                                     | William Wyler                   | 2 500 000 000           | 15 400 000     |
| 2    | Spartacus                      | Drapeau des États-Unis                                                                                     | Stanley Kubrick                 |                         | 10 300 000     |
| 3    | Rocco et ses frères            | Drapeau de l'Italie · Drapeau de la France                                                                 | Luchino Visconti                | 1 671 555 000           | 10 220 365     |
| 4    | La ciociara                    | Drapeau de l'Italie · Drapeau de la France                                                                 | Vittorio De Sica                | 1 156 366 000           | 9 050 578      |
| 5    | Les Sept Mercenaires           | Drapeau des États-Unis                                                                                     | John Sturges                    |                         |                |
| 6    | La Grande Pagaille             | Drapeau de l'Italie · Drapeau de la France                                                                 | Luigi Comencini                 | 1 172 781 000           | 7 239 389      |
| 7    | Le Monde de Suzie Wong         | Drapeau des États-Unis                                                                                     | Richard Quine                   |                         |                |
| 8    | Chacun son alibi               | Drapeau de l'Italie · Drapeau de la France                                                                 | Mario Camerini                  | 997 507 000             | 6 157 450      |
| 9    | Du haut de la terrasse         | Drapeau des États-Unis                                                                                     | Mark Robson                     |                         |                |
| 10   | L'Agent                        | Drapeau de l'Italie                                                                                        | Luigi Zampa                     | 974 854 000             | 6 017 618      |
| 11   | Psychose                       | Drapeau des États-Unis                                                                                     | Alfred Hitchcock                |                         |                |
| 12   | Sous dix drapeaux              | Drapeau de l'Italie                                                                                        | Duilio Coletti et Carlo Lizzani | 952 025 000             | 5 876 698      |
| 13   | Alamo                          | Drapeau des États-Unis                                                                                     | John Wayne                      |                         |                |
| 14   | Le Bossu de Rome               | Drapeau de l'Italie                                                                                        | Carlo Lizzani                   | 886 807 000             | 5 474 117      |
| 15   | Le Vent de la plaine           | Drapeau des États-Unis                                                                                     | John Huston                     |                         |                |
| 16   | La Vénus au vison              | Drapeau des États-Unis                                                                                     | Daniel Mann                     |                         |                |
| 17   | Le Géant de la vallée des rois | Drapeau de l'Italie · Drapeau de la France · Drapeau de la République fédérative socialiste de Yougoslavie | Carlo Campogalliani             | 827 575 000             | 5 108 488      |
| 18   | Le Grand Sam                   | Drapeau des États-Unis                                                                                     | Henry Hathaway                  |                         |                |
| 19   | L'Inconnu de Las Vegas         | Drapeau des États-Unis                                                                                     | Lewis Milestone                 |                         |                |
| 20   | La Vengeance d'Hercule         | Drapeau de l'Italie · Drapeau de la France                                                                 | Vittorio Cottafavi              | 795 984 000             | 4 913 482      |